# Himi
Himi (jap. 氷見市 Himi-shi) – miasto w Japonii, w prefekturze Toyama, w środkowej części wyspy Honsiu (Honshū).

## Położenie
Miasto leży w północno-zachodniej części prefektury na półwyspie Noto nad zatoką Toyama (Morze Japońskie). Graniczy z miastami:
- Takaoka
- Nanao
- Hakui

## Historia
Himi otrzymało status miasta rangi -shi 1 sierpnia 1952 roku.